# Maurizio Viroli
Maurizio Viroli (Forlí, 14 de marzo de 1952) es un académico italiano, profesor emérito de teoría política de la Universidad de Princeton, ensayista, editor y conferencista galardonado por el Gobierno de Italia.

## Biografía
Es profesor titular de la Universidad de Texas en Austin y de la Universidad de la Suiza Italiana en Lugano. Sus campos de investigación son la filosofía política y la historia del pensamiento político. Realizó estudios de filosofía en la Universidad de Bolonia y de doctorado en el Instituto Universitario Europeo en Florencia bajo la tutela de Quentin Skinner, Norberto Bobbio, Werner Maihofer, Maurice Cranston y Athanasios Moulakish. Sus autores de referencia son Nicolás Maquiavelo, Jean-Jacques Rousseau, Giuseppe Mazzini y Carlo Rosselli. 
Su investigación se basa en el método contextualista de Quentin Skinner y, en el área de la política, argumenta a favor de las ideas que sostienen el republicanismo y el Partido de Acción. A sus numerosas publicaciones científicas se le suma la actividad de ensayista y de editor. Colabora en algunas publicaciones periodísticas italianas, entre las cuales se encuentran La Stampa, il Sole 24 Ore y Il Fatto Quotidiano. Durante el Gobierno de Carlo Azeglio Ciampi fue asesor de la presidencia de la República Italiana y en el 2008 adquirió la ciudadanía estadounidense.
Ha sido invitado a dictar cursos y conferencias en diversas instituciones de renombre internacional entre las cuales se encuentran el Institute for Advanced Study, Universidad de Georgetown, Universidad Yale, Universidad de Harvard, Universidad de California en Los Ángeles, Universidad Complutense de Madrid, Universidad Nacional de Cuyo , New School for Social Research , Universidad de Pekín, Pontificia Universidad Católica de Chile, Universidad de Cambridge, Universidad de Queensland, Universidad de Columbia, Universidad de Londres, Universidad de los Emiratos Árabes Unidos, Universidad Nacional Autónoma de México, Universidad Hebrea de Jerusalén y el Collège de France
En Italia ha enseñado en la Escuela Normal Superior de Pisa, Universidad de Trento, Universidad del Molise, Universidad de Ferrara, Universidad de Catania y Universidad de Urbino.
Colabora con el Collegio de Milán, Scuola Superiore della Pubblica Amministrazione, Escuela Superior de Policía, Fondazione per la Scuola della Compagnia di San Paolo, Colegio Carlo Alberto, la Asociación Nacional de Municipios Italianos y la Fundación Alcide Cervi en Casa Cervi.

## Publicaciones
- De la política a la razón de estado: la adquisición y transformación del lenguaje político (1250-1600), traducción de Sandra Chaparro Martinez, Madrid, Akal, 2009.
- Por amor a la patria: un ensayo sobre el patriotismo y el nacionalismo, traducido por Patrick Alfaya MacSchane, Madrid, Acento Editorial, 1997.
- Republicanismo, traducido por Romina di Carli, Santander, Editorial de la Universidad de Cantabria, 2014.
- La sonrisa de Maquiavelo, traducido por Atilio Pentimalli, Barcelona, Tusquets, 2000 (reedición en el 2002; y Barcelona, Folio, 2004) 9788483108192
- La redención de El príncipe: el significado de la obra maestra de Maquiavelo, Bogotá, Universidad de los Andes: Ediciones Uniandes, 2016.
- La elección del príncipe: los consejos de Maquiavelo al ciudadano elector, traducido por Paula Caballero Sánchez, Barcelona, Paidós, 2014.
- Diálogo en torno a la república, traducido por Rosa Ruis Gatell, Barcelona, Tusquets, 2002.

## Distinciones
- Oficial de la Orden al Mérito de la República Italiana ( Italia, 30 de mayo de 2001). Por decisión del presidente de la República.[2]